# Срамежливост на короната
Срамежливост на короната е феномен, който се наблюдава у някои дървесни видове, при които короните на напълно развитите дървета не се докосват една друга, образувайки горски покрив с каналовидни празнини. Феноменът преобладава сред дърветата от един и същ вид, но може да се наблюдава и при дървета от различни видове. Съществуват няколко хипотези относно адаптивното поведение на срамежливостта на короната, а изследванията сочат, че тя вероятно възпрепятства разпространението на ларви, които се хранят с листата.

## Възможни физиологически обяснения
Точната физиологическа основа за срамежливостта на короната все още не е определена със сигурност. Феноменът се дискутира в научната литература от 1920-те години. Разнообразието от хипотези и експериментални резултати може да означава, че съществуват различни механизми сред различните видове, пример за конвергентна еволюция.
Някои хипотези поддържат идеята, че преплитането на клоните в горните части на гората води до „реципрочно окастряне“ на съседните дървета. Дърветата във ветровити области търпят физически щети, докато се блъскат едно в други по време на пориви на вятъра. В резултат на абразията и сблъсъците, възниква индуцирана срамежливост на короната. Според проучванията, хоризонталният растеж на клоните като цяло не се повлиява от съседните дървета, докато не се обезпокоява от механична абразия. Ако на короните се попречи по изкуствен начин да се блъскат от вятъра, те постепенно запълват празните пространства в горския покрив. Това обяснява случаите на срамежливост на короната между клоните на един и същ организъм. Привържениците на тази идея твърдят, че срамежливостта се наблюдава особено при условия, които са благоприятни за подрязване, включително ветровити гори, стойки от гъвкави дървета и ранни последователни гори, при които клоните са гъвкави и ограничени откъм хоризонтално движение. Използвайки това обяснение, различната гъвкавост на хоризонталните клони има силна връзка със степента на срамежливост на короната.
По подобен начин някои изследователи твърдят, че постоянната абразия при растежни възли нарушава тъканта на пъпките по такъв начин, че хоризонталният растеж става невъзможен. Австралийския изследовател М. Джейкъбс, който изучава срамежливостта на короната в гори от евкалипт през 1955 г., вярва, че растежните връхчета на дърветата са чувствителни към абразия, което от своя страна води до пространства в горския покрив. Мигел Франко наблюдава през 1986 г., че клоните на Picea sitchensis и Larix kaempferi търпят физически щети вследствие на абразия, което убива водещите филизи.
Една от видните хипотези е, че срамежливостта на короната има връзка с взаимната светлочувствителност на съседните растения. Поведението на избягване на сянката, медииран от фоторецепторите, е добре документиран сред различни растителни видове. Засичането на съседи се смята за функция на няколко уникални фоторецептора. Растенията са способни да чувстват близостта на съседите им чрез засичането на обратно разсеяната червена светлина – задача, за която се счита, че се осъществява от дейността на фитохромните рецептори. Много видове растения откликват на повишение в червената светлина като насочват растежа си далеч от източника на червена светлина, увеличавайки скоростта си на издължаване. По подобен начин синята светлина се използва от растенията за индуциране на поведение на избягване на сянката, което вероятно играе роля при разпознаването на съседни растения, макар тази модалност едва сега започва да се изследва по-подробно.
Характеризацията на тези поведения може да предполага, че срамежливостта на короната е просто резултат на взаимно хвърляне на сянка. Малайзиецът Франсис Нг, който през 1977 г. изучава Dryobalanops aromatica твърди, че върховете на растежа са чувствителни към нивата на светлина и спират да растат, когато се приближават към съседните листа, поради създалата се сянка.
Скорошно проучване сочи, че растенията от рода Arabidopsis показват различни стратегии при разполагането на листата, когато се отглеждат сред себеподобни видове и сред различни видове – те хвърлят сянка върху различните си съседи, но избягват себеподобните си. Този отговор се оказва непредвиден за правилното функциониране на множество светлочувствителни модалности. Изследванията предлагат подобни системи за инхибиране на растежа чрез фоторецептори като обяснение на срамежливостта на короната, макар причинна връзка между фоторецепторите и асиметрията в короната все още не е експериментално установена. Това може да обясни случаите на създаване на пространство между короните, които се наблюдават само между дърветата от един и същ вид.

## Видове
Дървета, при които се наблюдава срамежливостта на короната, включват:
- Някои видове от рода Dryobalanops, включително Dryobalanops lanceolata[20] и Dryobalanops aromatica;
- Някои видове евкалипт;[21]
- Pinus contorta;[22]
- Avicennia germinans;[23]
- Didymopanax pittieri;[3][9]
- Clusia alata.[3][9]